# Logániovité
Logániovité (Loganiaceae) je čeleď vyšších dvouděložných rostlin z řádu hořcotvaré (Gentianales). Jsou to byliny i dřeviny s jednoduchými vstřícnými listy a pravidelnými květy. Čeleď zahrnuje asi 420 druhů ve 13 rodech a je rozšířena v tropech a subtropech celého světa, některé druhy přesahují i do mírného pásu. Z různých druhů rodu kulčiba jsou získávány indolové alkaloidy. V současné taxonomii je součástí čeledi i bývalá čeleď kulčibovité (Strychnaceae).

## Popis
Logániovité jsou jednoleté nebo vytrvalé byliny, keře a liány, řidčeji i nevysoké stromy s jednoduchými vstřícnými celokrajnými listy. Žilnatina je zpeřená nebo u rodu kulčiba (Strychnos) často tvořena 3 paralelními žilkami jdoucími od báze k vrcholu čepele. Zástupci rodu kulčiba mají často úžlabní úponky nebo trny.
Květenství jsou vrcholičnatá, vrcholová nebo úžlabní. Květy jsou pravidelné, 4 nebo 5četné, oboupohlavné,
Kalich je srostlý na bázi. Koruna je srostlá, se 4 nebo 5 cípy. Tyčinky jsou přirostlé v korunní trubce, v počtu 4 nebo 5. Semeník je svrchní nebo polospodní, srostlý ze 2 plodolistů a se 2 komůrkami, obvykle s mnoha vajíčky. Čnělky bývají srostlé. Plodem je tobolka nebo bobule.

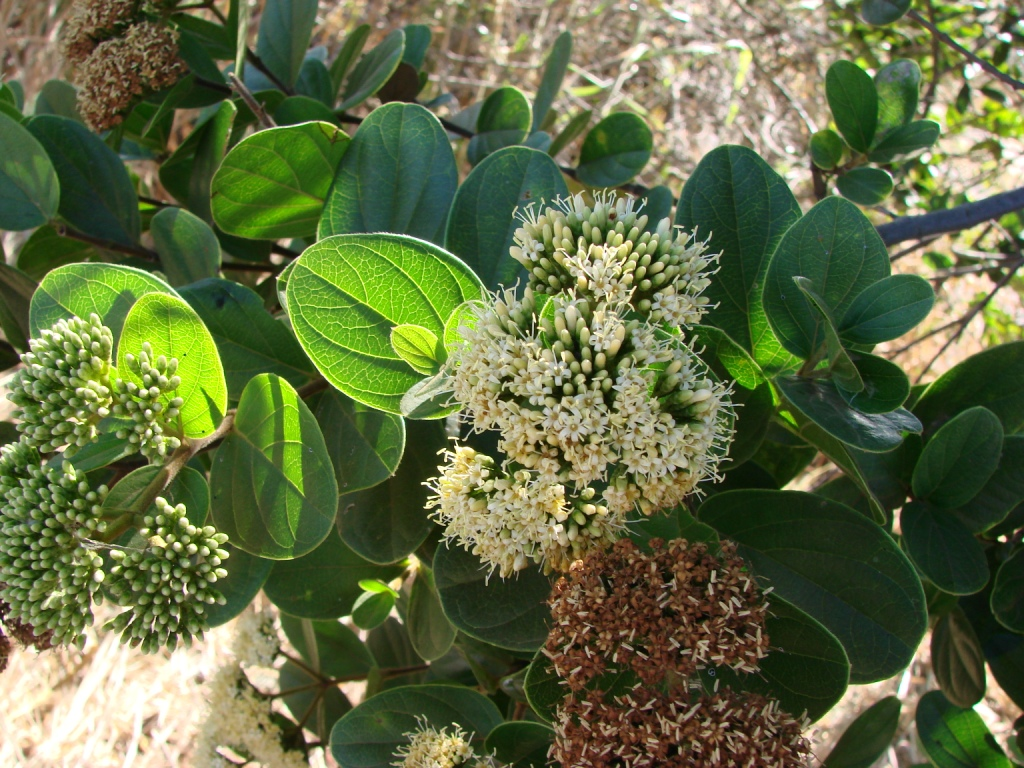
Antonia ovata
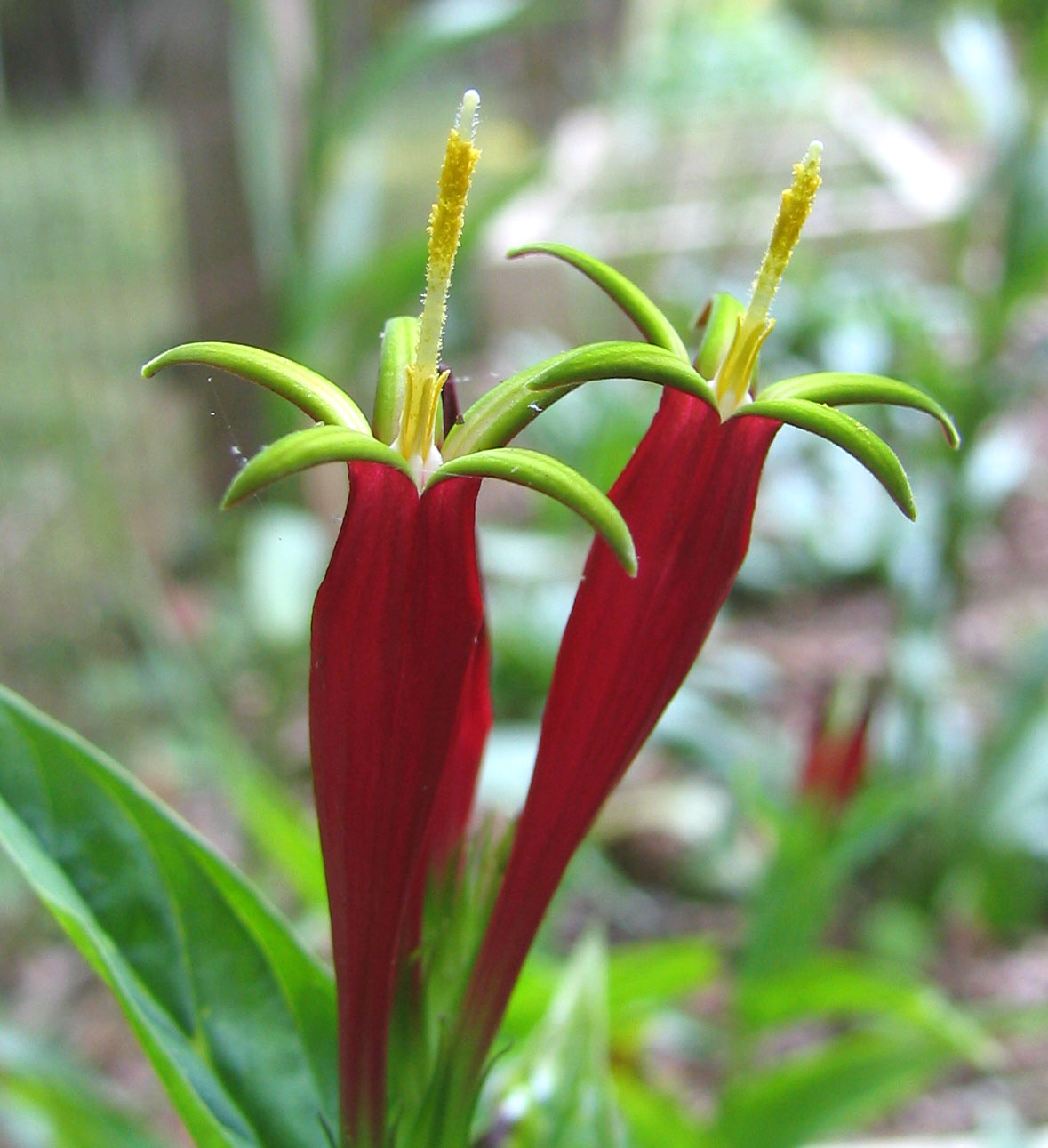
Květy kalanky Spigelia marilandica
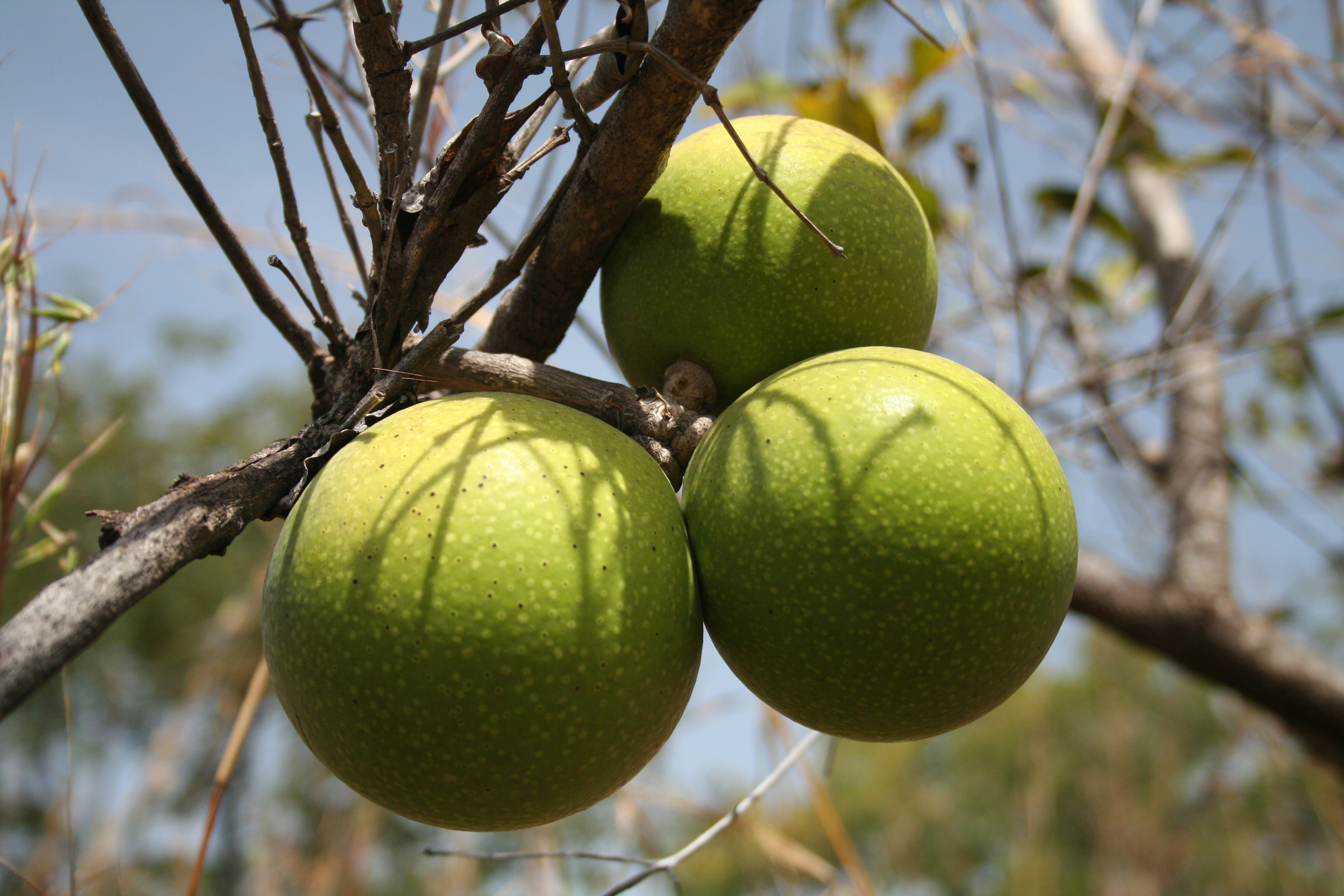
Plody kulčiby Strychnos spinosa
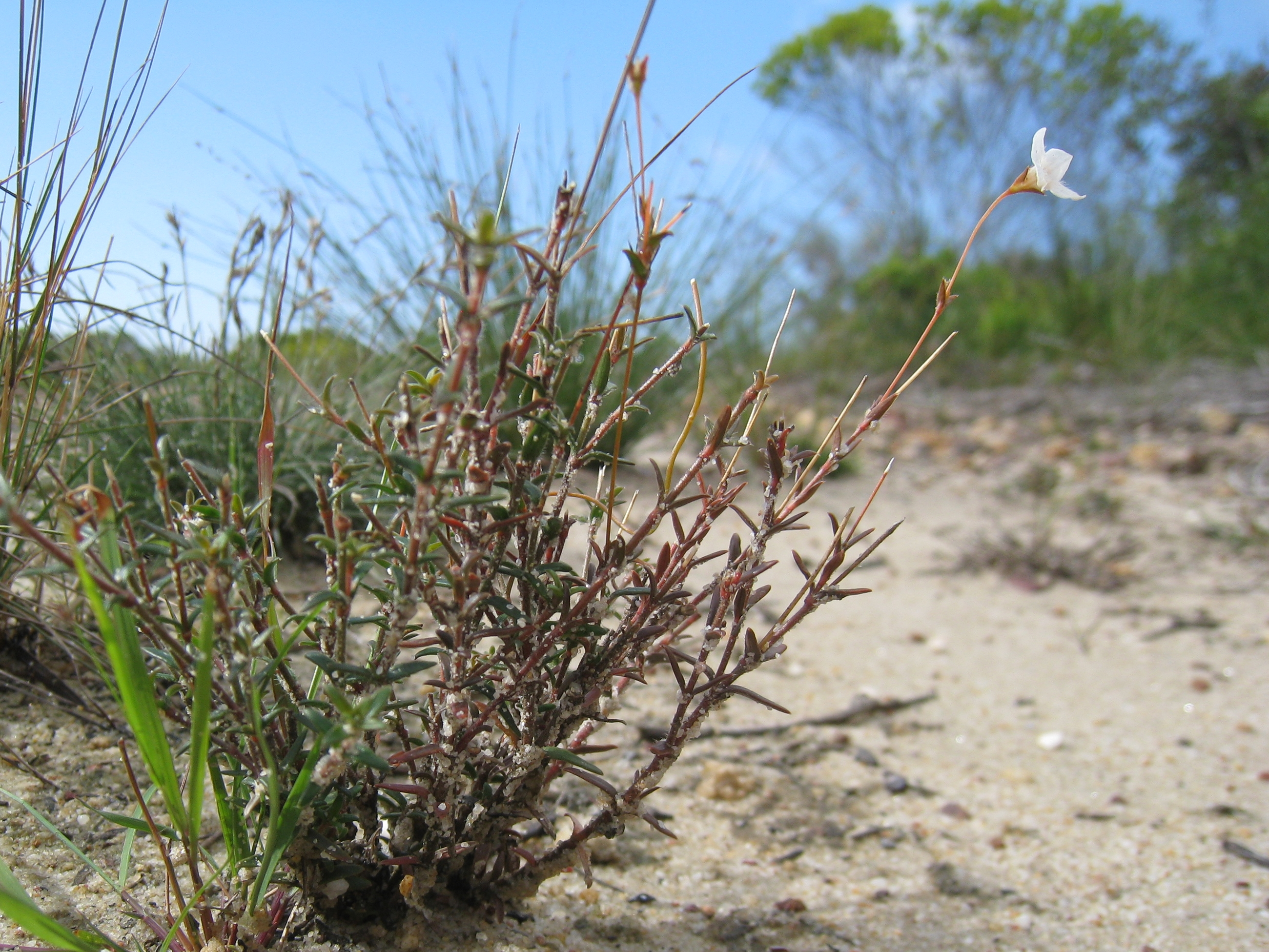
Turbanovka Mitrasacme polymorpha

## Rozšíření
Čeleď zahrnuje asi 420 druhů ve 13 rodech. Největší rody jsou kulčiba (Strychnos, asi 190 druhů), Mitrasacme a Geniostoma (po 55 druzích). Čeleď je pantropicky rozšířena s nehojnými přesahy do mírného pásu.

## Ekologické interakce
Bělavé květy rodu kulčiba (Strychnos) jsou opylovány můrami, červené květy rodu Spigelia pravděpodobně kolibříky. Semena přinejmenším některých druhů kulčiby jsou šířena opicemi pojídajícími plody navzdory tomu, že semena jsou velmi jedovatá. Křídlatá semena rodu Antonia jsou šířena větrem.

## Taxonomie
Čeleď logániovité byla tradičně řazena do řádu hořcotvaré (Gentianales). Někteří taxonomové (např. Tachtadžjan) oddělovali čeledi Loganiaceae a Strychnaceae. Občas sem byl také řazen rod komule (Buddleja), dnes řazený do nově pojaté čeledi krtičníkovité (Scrophulariaceae).

## Obsahové látky
Rod kulčiba (Strychnos) obsahuje komplexní indolové alkaloidy blízké alkaloidům z čeledi toješťovité (Apocynaceae).

## Využití
Vysoce jedovatý alkaloid strychnin se získává z kulčiby dávivé (Strychnos nux-vomica), případně z mnohých dalších asijských, afrických i jihoamerických druhů.
V Jižní Americe se z některých druhů kulčiby připravují šípové jedy zvané kurare. Z druhu Antonia ovata je v Guyaně připravován jed na lov ryb (tzv. barbasco).
Extrakt z kulčiby má také široké využití v medicíně, je využíván při léčení horečky, malárie, revmatismu, trávicích obtíží, pohlavních nemocí a plicních infekcí. Geniostoma je na tichomořských ostrovech používána k léčení trávicích a kožních potíží. Také extrakty z rodu Usteria jsou místně využívány k léčení horečky. Oddenek Spigelia marilandica je tradiční prostředek severoamerických indiánů proti střevním parazitům. V tropické Americe jsou podobně využívány i jiné druhy tohoto rodu.
Plody některých, zvláště afrických druhů kulčiby jsou jedlé.

## Zástupci
- kalanka (Spigelia)
- kulčiba (Strychnos)
- logánie (Logania)
- turbanovka (Mitrasacme)[4]

## Přehled rodů
Antonia, Bonyunia, Gardneria, Geniostoma, Logania, Mitrasacme, Mitreola, Neuburgia, Norrisia, Pseudospigelia, Spigelia, Strychnos, Usteria